# 辐射荚蛏
是貧齒蛤目刀蛏科荚蛏属的一种。

## 分佈
本物種主要分佈於台湾，常栖息在潮下带。

## 外部連結
- 維基物種上的相關：辐射荚蛏